# ガラモン (ウルトラ怪獣)
ガラモンは、特撮テレビドラマ『ウルトラQ』をはじめとする「ウルトラシリーズ」に登場する怪獣。別名は隕石怪獣。なお、厳密には怪獣ではなくロボットである（詳細は後述）。

## 『ウルトラQ』に登場するガラモン
『ウルトラQ』第13話「ガラダマ」、第16話「ガラモンの逆襲」に登場。
セミ人間によって造られた、一種のロボットともいえる生体兵器。電子頭脳からの誘導電波で操られ、7万馬力の怪力で破壊活動を行う。
- スーツアクター：高橋実[出典 4][注釈 4]

名称
「ガラモン」は「ガラダマモンスター」の略。劇中で、弓ヶ谷地方では隕石のことを「ガラダマ」と呼んでいることに由来する。
脚本には「多角モンスター（多角獣）」と表記されており、クレジットや劇中のセリフは「モンスター」と表記されている。
放送開始前には、TBSテレビによって新聞紙上でネーミング公募が行われた。
創作経緯
ガラモンの原型は、ゴローの再登場編として予定されていたサンプルストーリー「ゴロー対スペース・モンスター」に登場するスペース・モンスターであり、その前日談となるスペース・モンスターの登場編として「ガラダマの谷」が執筆された。その後、「ゴロー対スペース・モンスター」は制作されず、「ガラダマの谷」は大幅に改稿されて「ガラダマ」となったが、その経緯の詳細は明らかになっていない。「ガラダマの谷」までは宇宙怪獣という設定であったが、「ガラダマ」の時点でロボット怪獣と設定された。
デザイン・造型
脚本を担当した金城哲夫は、骸骨から発想したが骨の怪獣では凄みがないため、隕石から生まれるという設定を加えたとする旨を番組放送前の新聞取材で発言している。初期設定では龍の顔をした多角獣の宇宙怪獣というものだった。
デザインは成田亨が担当した。成田は後年発売された画集の中で、コチか何かの写真を参考に口の形状を描き、イヌのような鼻と人のような目をつけたことを述べている。顔のイメージは、特技監督の的場徹がカサゴのイメージを提示したことによるものとも言われる。
「ゴロー対スペース・モンスター」でのスペース・モンスターはカニの頭・ヘビの胴体・サソリの尾・竜の足・1本1本がヘビとなっているたてがみを持つキマイラのような怪獣であった。「ガラダマの谷」の時点でスペース・モンスターは「多角獣」となったが、『「ウルトラQ」の誕生』ではこの変更は成田が妖怪的な怪獣は作らないという方針であったためと推測している。
造型は高山良策が担当した。体のトゲは、ラテックスを塗るとくっついてしまうため、アール状に反った刃のハサミで削りだしたウレタンによるもの。ガラモンの着ぐるみはかなり小さく作られており、背の低い高橋実が演じたが、これは弓ヶ谷のダム湖セットを相対的に大きく見せるための措置であった。高橋の起用は的場の意見であったとされる。その後、着ぐるみは次回作『ウルトラマン』に登場した小型怪獣ピグモンに流用されたが、その際にスーツアクターが小学生に代わったことによる改造で首と脚が約30センチメートル伸びている。ガラダマはFRP樹脂製。
全身の赤い色は、ゴムを塗らずにウレタンを染めただけの淡い色であった。江戸川由利子役の桜井浩子も、後のピグモンのように真っ赤ではなかったことを証言している。
なお、この赤系統の色はオプチカル合成を行なう際にブルーバックでの色の抜けを良くするための反対色として塗装された技術的なもので、初期に執筆の脚本ではト書きに「草色の多角獣」の記載があり、金城は緑色系の怪獣をイメージしていた。
『総天然色ウルトラQ』
ガラモンがシリーズを象徴する怪獣であることから、第13話がカラー化のテスト作品として最初に制作された。放送当時の雑誌などカラー資料が豊富であり、資料や桜井の証言などから、発色の良い赤と肌色を合わせて赤茶色とした。
第16話で口から吐く液体は、さまざまな色が検討された結果、最も不思議に見えた緑色となった。

### 「ガラダマ」に登場するガラモン
弓ヶ谷に、地球上には存在せず発見されたばかりの宇宙金属チルソナイトで構成された小型の隕石が落下する。落下後の隕石からは謎の誘導電波が発信され始め、太陽で黒点と無関係のデリンジャー現象が起きるとほぼ同時に弓ヶ谷付近の熊谷ダムへは巨大隕石が落下し、そこからガラモンが現れる。巨大隕石は遊星人が地球侵略のためにガラモン（遊星人の侵略兵器）を運搬するカプセルであり、先の隕石は遊星人に代わってガラモンに指令を与える電子頭脳であった。電子頭脳は地球人の技術では解体できなかったが、そこから発せられる電波を遮断することには由利子の機転で成功する。熊谷ダムを破壊して東京に向かおうとしていたガラモンは、電波遮蔽網によって誘導電波を遮断された途端、口から体液のような粘液を放出して体内機能が完全に停止する。
鰭には電子頭脳からの極超短波を受けるアンテナとしての役割があり、それによってコントロールされるという設定となっている。

### 「ガラモンの逆襲」に登場するガラモン
上記の続編として作られた「ガラモンの逆襲」では、中性的な男性に変身したセミ人間が前回の事件で天体物理学研究所の金庫に保管されていた電子頭脳を奪取したことにより、複数のガラダマが地球へ呼び寄せられて出現する。そのうち2体以上が東京に出現し、矢印状のマークが施された特大の個体は東京タワーを揺さぶって倒壊させる。遊星人が電子頭脳を持ったまま逃亡したため、それを停止しない限りは侵略活動が収まらない事態に陥り、最後は遊星人を追跡する万城目淳たちに電子頭脳を回収されたことで電波を遮断されたため、複数のガラモンは一斉に機能を停止する。
電子頭脳はチルソナイトという未知の物質で作られており、地球の技術では破壊できないことが劇中で語られる。
- 資料によっては、名称をガラモン2代目[10][40]やガラモンII[41]と記述している。
- 第16話では、オプチカル・プリンターを使うことにより、1体しかないガラモンの着ぐるみを2体あるように見せている[41][39]。また、劇中でガラモンを複数に見せるために2種類のマーキングを胸に付け、個体を識別するために違うマークをシーンによって付け替えて撮影された。撮影中に汚れ、塗装するうちに白い腹部も赤くなり、結果的に体色の濃い個体ができた模様。当然ながら最終塗装であるため、撮影後に展示した着ぐるみを撮影したカラー写真は体色が濃いタイプである[注釈 12]。子供たちによって体のトゲをむしられていたため、その都度修理され、第16話では第13話と違う外見になった[42]。ワイヤーを引く場面では、自転車のブレーキが使用されている[42]。
- 機能停止する際、マーキングを施された個体は口から液体を流し、東京湾の個体は口から泡を出す[5]。

## 『レッドマン』に登場するガラモン
『レッドマン』第6･10・67・69・73・76・77・79話に登場。
- 着ぐるみは口が小さく首が長いなど、『ウルトラQ』のものとは大きく異なる[43]。アトラクション用を使用しており、資料によっては「格闘戦用」と記述されている[44]。

## 『セブンガーファイト』に登場するガラモン
『セブンガーファイト』第5話「壮絶！セブンガー引退試合」、第7話「帰ってきた赤いアイツ」に登場。
第5話では胸元の模様が異なる2体が登場する。キングジョーストレイジカスタムが完成する目前、2体のガラモンが隕石に偽装して地球に飛来する。交戦したセブンガーを劣勢に追い込み、周囲を走り回る旋回戦法で目を回させて倒れ込ませ、守ろうと身を呈してきたピグモンを踏み潰してセブンガーをバッテリー切れに至らせる。だが、怒りによって再起動したセブンガーに構造上の弱点を見抜かれ、全重量をかけたボディプレスを3秒掛けられたことで圧迫され、破壊される。
第7話では怪獣惑星に生息する個体が登場。イカルス、ガンダー、改造パンドンと共に宇宙セブンガーに襲いかかるが、急行したウルトラマンゼット ベータスマッシュの大技ベータフォールによって崖下に投げ落とされ、敗北する。

## 『ウルトラマンブレーザー』に登場するガラモン
『ウルトラマンブレーザー』第9話「オトノホシ」に登場。
地球人にとっては未知の物質である高温で生成された珪酸アルミニウムの一種の宇宙金属「チルソナイト」で構成された隕石「ガラダマ」に収納され、チルソニア遊星から地球へ送り込まれた侵略用ロボット怪獣。セミ人間たちが奏でる楽器の演奏から出る電波によって操縦される。身体もガラダマと同じくチルソナイト製であり、上半身は鋭い棘鱗に覆われて硬いため、アースガロンに背面から体当たりした際には、棘鱗が胸部装甲からコクピット前部まで貫通している。また、腹部は殴打されても衝撃が拡散して無力化される。軽やかに跳ねるような可愛らしい動きやユーモラスな外観からは想像もつかないほどに高い戦闘力を持ち、アースガロンの多目的レーザーやアースガンも効かず、レールガンなどの攻撃も素早く避ける。主な武器は、両腕の長い爪を激しく打ち合わせて放つ不快な衝撃波攻撃や、飛び跳ねながら全身のトゲを叩きつける体当たり攻撃。
ガラダマに収納された状態で府東市多摩川流域に落下すると、交戦したウルトラマンブレーザーをスパイラルパレードさえも粉砕するほどの硬いボディで苦戦させるが、セミ人間たちの演奏による操作を見抜いたミナミアンリによって電波が止まると、緑色の粘液を口から吐いて活動を停止し、ブレーザーにダブルレインボー光輪で回転ノコギリのように切断され、爆散した。
後日には、ガラモンの鱗やガラダマから地球防衛隊特殊装備研究所によってチルソナイトが採取され、それをもとにアースガロン用の長さ20メートル級の槍・チルソナイトスピアが作られたほか、ブレーザーは掴んだ際の放電で刀剣・チルソナイトソードを形作った。
- スーツアクター：関谷美羽[52]
- スーツは造形部が年に何回かリメイクしているアトラクション用のピグモンの流用であり、本作品にガラモンを登場させることを発案した第9話監督の越知靖による「ピグモンをガラモンとして使う」とのアイデアが元となっている[57]。
- 本作品では衝撃を拡散するボディを備えているうえ、トゲもチルソナイト製と設定されており、それゆえにブレーザーやアースガロンを苦戦させるほか、トゲが後者の装甲を貫く描写が盛り込まれている[53]。
- 越によれば、ガラモンが（『ウルトラQ』での設定準拠で）テレビシリーズに登場するのは57年ぶりであるが、放送月日・放送時刻・放送話が9で揃ったのは狙ったように見えて偶然である[58]。
- 『ウルトラQ』を何回も見てセミ人間の人間態を演じた東儀秀樹や東儀典親は、本話の撮影時点では特撮の現場を見学する機会がなかったため、情報が入ってくるまではセミ人間もガラモンも変わってしまうのかと心配していたが、色こそカラーになったものの姿も音も『Q』当時のまま登場したので安心したという[59]。

## その他の作品に登場するガラモン
- 初代『ウルトラマン』放映に先立つ1966年7月9日、杉並公会堂で開催されたイベント「ウルトラマン前夜祭 ウルトラマン誕生」（放映は翌10日）に登場し、『ウルトラQ』からの橋渡し役を務めた。
- 『ウルトラQ ザ・ムービー 星の伝説』の企画時に登場が予定されていた[60]。
- テレビドラマ『ウルトラマンになりたかった男』では、劇中で製作されていた映画『オールウルトラマンVS怪獣軍団』に怪獣軍団の1体として登場し、ウルトラ戦士たちと戦う。
- 『ウルトラマンティガ』第49話「ウルトラの星」では、怪獣を買うために1966年の円谷プロダクションにタイムスリップしたチャリジャの横を、スタッフに運ばれるガラモンの着ぐるみが横切るシーンがある。
- 映画『ウルトラマンZOFFY ウルトラの戦士VS大怪獣軍団』では、ピグモンの夢の中で登場。映像は「ガラモンの逆襲」の流用で、「育てよ！カメ！」のテーマ曲が流れる。
- 映画『大怪獣バトル ウルトラ銀河伝説 THE MOVIE』では、百体怪獣ベリュドラの右角、右腕を構成する怪獣としてガラモンが2体（それぞれ「ガラダマ」「ガラモンの逆襲」の個体）登場する[61]。
- 『総天然色ウルトラQ』発売記念ムービー第2弾『ウルトラQファイト』では、ゴメスと喧嘩になり倒す。
- 『ウルトラゾーン』第11話のミニコーナー「怪獣漫才」に登場し、ナックル星人と「牙羅奈」というコンビ名で漫才をする[62]。ピグモン、ガモラン、ガラゴンと似た怪獣が多い点を話題にし、その怪獣たちに成りすまそうとしてナックル星人にツッコミを入れられる。
- ビデオ『ウルトラマンのすべて!』（バンダイビジュアル）では、科学特捜隊が創設されることになった理由としてガラモンの映像を見せている。
- 小説『多々良島ふたたび』では、チルソニア遊星人（セミ人間）によってピグモンが侵略兵器に改造されたものとされている。
- アニメ『Peeping Life×怪獣酒場 かいじゅうたちがいるところ』では、第3話に登場する。ゆうこと呼ばれる人物を花火大会に誘うために電話を掛けようとしており、ケムール人と共にシミュレーションを繰り返す。
- 漫画『ウルトラジャーニー ツインテール少女とツインテールな僕』では、ガラ子という名の少女として登場する[63]。魔女サバトに奪われたジェロニモンの知恵を取り戻すために旅に同行する。
- ウルトラシリーズ以外の作品
  - 1966年のテレビドラマ『泣いてたまるか』第16話「かわいい怪獣ナキラ」では、怪獣ショーの着ぐるみとして登場する[64]。また、同作に登場するオリジナル怪獣「ナキラ」（デザイン：成田亨、造型：高山良策）は、ガラモンに似た容姿となっている[64]。その後、ナキラの着ぐるみは1967年の映画『九ちゃんのでっかい夢』にも登場するが、こちらではカラーなので体色が確認できる。
  - 『有言実行三姉妹シュシュトリアン』第40話「ウルトラマンに逢いたい」に登場。隕石の影響で円谷プロ美術倉庫にあった怪獣の着ぐるみに魂が宿ったもの。
  - 2011年8月23日にTOKYO FMによる主催で開催されたイベント『東京タワー 人力ライトアップ大作戦 －希望の光を照らせ！－』（自転車型の蓄電機を使って東京タワーの照明の電気を作るイベント）に、ウルトラマンナイスと共に参加した[65]。

## その他
- ピグモンと姿が同じであるため、何らかの関係があるのではないかとも指摘されることが多いが、円谷プロは公式見解として「他人の空似」としている。
- 『ウルトラマン』放送中の1966年10月6日、新聞「内外タイムス」にてガラモンの着ぐるみの盗難事件が報じられ、その3日後に世田谷区の砧公園で置き去りにされた着ぐるみが発見された。紙上では「宇宙人造怪獣ガラモン」と記載され、「着ぐるみに着てみたかった子供のイタズラ？」と推測していた。
- 『ウルトラセブン』第2話「緑の恐怖」に、宇宙金属「チルソナイト808」が登場する。ワイアール星人の項を参照。
- 『ウルトラマンマックス』の放送前に行われた「伝説の怪獣人気投票」では、第7位にランクインしている[66]。
- 『電光超人グリッドマン』第19話では、頭にパーマをかけた翔道子が、夫や息子から「怪獣ガラモン」と呼ばれ、からかわれるエピソードがある。

## リメイク怪獣
ガモラン
2001年の『ウルトラマンコスモス』第7話「空からのプレゼント」、第55話「最終テスト」の2編に登場。
ガラゴン
2004年の『ウルトラQ dark fantasy』第1話「踊るガラゴン」、第16話「ガラQの大逆襲」の2編に登場。
ガラモンの後継機種という設定で、第16話ではセミ人間の同種族であるセミ女に操られる。
上記のいずれも両者の初代との共通点はデザインのほか、異星人によって地球に送り込まれた存在で作中に2度登場し、そのうち最初の登場時は送り込んだ者の正体が不明だが、2回目には異星人自身も登場するという点が挙げられる。また、両者の共通点としてピグモンの要素をもつ怪獣（ミーニン、ガラQ）が同時に登場している点がある。